# Marielle Amant
Marielle Amant (sinh ngày 9 tháng 12 năm 1989) là một cầu thủ bóng rổ người Pháp cho ESB Villeneuve-d'scsq và đội tuyển quốc gia Pháp, nơi cô tham gia Giải vô địch thế giới FIBA 2014.